# جامعه اسلامی مهندسین
جامعه اسلامی مهندسین (ISE) یک حزب اصولگرا از زیر مجموعه‌های جبهه پیروان خط امام و رهبری است. دبیرکل این حزب محمدرضا باهنر و قائم‌مقام دبیرکل آن علیرضا خجسته پور است. محمود احمدی‌نژاد رئیس‌جمهور سابقِ ایران از اعضای این گروه بود.
یک سازمان سیاسی اصلی مهندسین در ایران است. این حزب که قبلاً یکی از احزاب همسو با انجمن روحانیت مبارز بود، به حزب ائتلاف اسلامی نزدیک است که بیشتر تصمیمات آنها را دنبال می‌کنند. آیا این یک حزب مستقل و قدرتمند است جای سؤال دارد.
این انجمن در پایان جنگ ایران و عراق (۱۹۸۸) با هدف ارتقا دانش اسلامی، سیاسی، علمی و فنی مردم مسلمان ایران، دفاع از آزادی‌های بزرگ مانند آزادی بیان و اجتماعات، و همچنین تشکیل شد. به عنوان ادامه کارزار علیه عوامل فرهنگی خارجی اعم از ماتریالیسم شرقی یا غربی.

## مواضع
- حمایت از محمود احمدی‌نژاد در سال ۸۸[۳][۴]
- حمایت از ابراهیم رییسی در سال ۹۶[۵][۶]

## اعضای شورای مرکزی[۷]

### اعضای اصلی
1. محمدرضا باهنر
2. محمدرضاپورابراهیمی
3. محمدمهدی زاهدی
4. احمد نیک‌فر
5. حمیدرضا فولادگر
6. جبار کوچکی نژاد
7. علی محمدبدیعی
8. سیدمهدی هاشمی
9. علیرضا خجسته پور
10. غلامحسین نجابت
11. حامد کرمانیون
12. سید مرتضی سقاییان نژاد
13. حسین شیخ الاسلام
14. محمدحسین عرب پور
15. علیرضا شیخ عطار
16. علیرضاجوانمردی
17. بهادر ولی زاده
18. محسن صادقیان
19. ابوالفضل زالی
20. علی بحرینی
21. سیدکریم مصطفوی
22. احمدطاهری
23. محمد حسن قدیری ابیانه

هیئت اجرایی:
1. علیرضا خجسته پور بعنوان سرپرست واحد ارتباطات
2. احمد نیک‌فر رئیس واحد تشکیلات
3. غلامحسین نجابت رئیس واحد فنی مهندسی
4. علی محمد بدیعی رئیس واحد مالی و پشتیبانی
5. جعفر جعفری سرپرست واحد آموزش
6. محمد کامور بخشایش رئیس دفتر دبیرکل